# Carlos Anaya

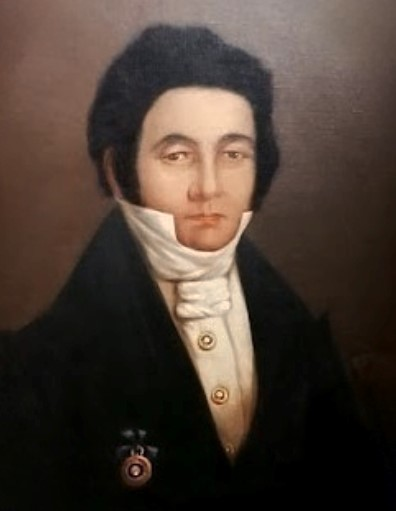
Carlos Anaya y López, um 1834

Carlos Anaya y López (*  1777 in San Pedro, Vizekönigreich des Río de la Plata; † 1862 in Montevideo, Uruguay) war ein uruguayischer Politiker argentinischer Herkunft.
Anaya übte in der 1. bis zur 3. Legislaturperiode vom 5. März 1833 bis zum 15. Juni 1833, vom 15. Februar 1834 bis zum 14. Juli 1836 und vom 13. Februar 1837 bis zum 15. Juni 1838 ein Mandat in der Cámara de Senadores für das Departamento Soriano aus. Nachdem Anaya 1833 Erster Senatsvizepräsident war, hatte er in den Jahren 1834, 1835, 1837 und 1838 sodann den Senatsvorsitz inne.
Anaya amtierte in seiner Rolle des Senatspräsidenten vom 24. Oktober 1834 bis zum 1. März 1835 als Interimspräsident von Uruguay. Sein Nachfolger im Amt war Manuel Oribe.